# Hesperocharis paranensis
Hesperocharis paranensis är en fjärilsart som beskrevs av William Schaus 1898. Hesperocharis paranensis ingår i släktet Hesperocharis och familjen vitfjärilar. Inga underarter finns listade i Catalogue of Life.